# Pholioxenus olexai
Pholioxenus olexai är en skalbaggsart som beskrevs av Kryzhanovskij 1987. Pholioxenus olexai ingår i släktet Pholioxenus och familjen stumpbaggar. Inga underarter finns listade i Catalogue of Life.